# Мкізі
Мкізі (Mkizi) — офшорне газове родовище в Індійському океані біля узбережжя Танзанії.

## Опис
Родовище виявили влітку 2013 року внаслідок спорудження напівзануреним буровим судном Deepsea Metro I свердловини Mkizi -1. Закладена в районі з глибиною моря 1301 метр вона мала довжину 2860 метрів та виявила газонасичені пісковики товщиною 33 метри у відкладеннях міоцену, що заповнюють канали шельфового схилу.
Станом на 2012 рік ресурси Мкізі оцінювались у 17 млрд м3 газу.
Родовище розташоване у блоці 1, правами на розробку якого володіє консорціум у складі  BG (60 %, оператор), Ophir (20 %) та сінгапурської Pavilion Energy (20 %).